# Holdorf (Mecklembourg)
Pour les articles homonymes, voir Holdorf.
Holdorf est une municipalité allemande du land de Mecklembourg-Poméranie-Occidentale et l'arrondissement du Mecklembourg-du-Nord-Ouest. En 2012, elle comptait 388 hab.